# Houston
Houston (/ˈhjuːstən/ ) è una città (city) degli Stati Uniti d'America e capoluogo della contea di Harris nello Stato del Texas. Una piccola parte della città si estende nelle contee di Fort Bend e Montgomery. La popolazione era di 2 304 580 abitanti secondo i dati del 2020, il che la rende la città più popolosa dello stato e la quarta città più popolosa della nazione dopo New York, Los Angeles e Chicago. È la principale città dell'area metropolitana nota come Greater Houston.
Houston venne fondata il 28 agosto 1836, vicino alle sponde del Buffalo Bayou (ora noto come Allen's Landing) e incorporata come città il 5 giugno 1837. La città prende il nome dall'ex generale e politico statunitense Sam Houston. Houston è famosa nel mondo per la sua industria energetica (in particolare petrolifera), e aeronautica, nonché per il suo porto, uno dei più affollati degli Stati Uniti. Molti residenti si sono trasferiti qui da altri stati americani, o da altri paesi del mondo, per motivi di affari.
Houston è sede di numerose università. La più importante è l'Università di Houston, la prima università del Texas per la ricerca; importante è anche l'Università Rice, una università privata che vanta uno dei più alti finanziamenti al mondo. Ci sono inoltre l'Università di Saint Thomas, la Houston Baptist University, l'Università di Houston-Clear Lake, l'Università di Houston-Downtown, e la Texas Southern University.
Houston è soprannominata Space City: infatti qui ha sede la NASA e proprio "Houston" fu la prima parola pronunciata dall'astronauta Neil Armstrong appena il LEM fu posato sulla superficie lunare. Un altro soprannome è Bayou City, per la fitta rete di piccoli corsi d'acqua (i bayou) che l'attraversano. Da Houston verso levante si estende la regione Cajun che include il vicino Stato della Louisiana.
Nel 2005 la rivista Men's Fitness ha definito la città come simbolo dell'obesità negli Stati Uniti, poiché dalle statistiche risulta che il 23% dei residenti è clinicamente obeso. Houston ha anche il doppio dei negozi di frittelle dolci rispetto alla media degli Stati Uniti. La città texana vanta una tra le più folte comunità vietnamite negli Stati Uniti.

## Geografia fisica

Houston vista dal satellite

Houston si trova 165 miglia (266 km) ad est di Austin, 112 miglia (180 km) ad ovest dal confine con la Louisiana, e 250 miglia (400 km) a sud di Dallas. Secondo lo United States Census Bureau, ha un'area totale di 656,3 miglia quadrate (1700 km²), di cui 634 miglia quadrate (1642 km²) di terra e 22,3 miglia quadrate (58 km²) di acqua. L'ecoregione di Piney Woods si trova a nord di Houston. Nella città sono presenti soprattutto praterie temperate e foreste. Gran parte della città è stata costruita su terreni boschivi, paludi e praterie. La planarità del terreno locale, quando è combinato all'espansione urbana, ha reso le inondazioni un problema ricorrente per la città. La downtown si trova a circa 50 piedi (15 m) sopra il livello del mare.
La città ha in passato fatto uso di acque sotterranee, ma a causa del cedimento del terreno gli abitanti sono stati costretti a utilizzare solo l'acqua presente sul livello del suolo, come il Lake Houston, Lake Conroe, e il Lake Livingston. Houston possiede quattro grandi paludi che attraversano la città. Buffalo Bayou attraversa il centro e lo Houston Ship Channel; ha tre affluenti: White Oak Bayou; Brays Bayou, che attraversa lungo il Texas Medical Center; e Sims Bayou, che attraversa la parte meridionale di Houston e il centro della città. Il Houston Ship Channel scorre oltre Galveston e immette nel golfo del Messico. 
Houston è una zona paludosa, soggetta a inondazioni. Nella città sono presenti da 150 a 300 faglie attive, che hanno una lunghezza complessiva fino alle 310 miglia (500 km).

### Clima
Il clima di Houston è classificato come subtropicale umido (Cfa nella classificazione dei climi di Köppen), tipico del profondo Sud. Anche se non si trova nella regione del Tornado Alley, come gran parte del resto del Texas. Nelle mattine estive è presente un'umidità relativa media del 90%. Le brezze marine sono presenti soprattutto nella parte sud-orientale, vicino al golfo. Per far fronte alla forte umidità e calore, le persone utilizzano l'aria condizionata in quasi ogni veicolo e costruzione. Nel 1980 Houston è stata descritta come "il luogo con più aria condizionata sulla terra". Ufficialmente la temperatura più calda mai registrata è stata di 43 °C, raggiunta sia il 4 settembre 2000 sia il 28 agosto 2011. Houston ha livelli di ozono eccessivi ed è regolarmente classificata tra le città più inquinate da ozono negli Stati Uniti.
| Houston             | Mesi | Mesi | Mesi | Mesi | Mesi | Mesi | Mesi | Mesi | Mesi | Mesi | Mesi | Mesi | Stagioni | Stagioni | Stagioni | Stagioni | Anno  |
| Houston             | Gen  | Feb  | Mar  | Apr  | Mag  | Giu  | Lug  | Ago  | Set  | Ott  | Nov  | Dic  | Inv      | Pri      | Est      | Aut      | Anno  |
| ------------------- | ---- | ---- | ---- | ---- | ---- | ---- | ---- | ---- | ---- | ---- | ---- | ---- | -------- | -------- | -------- | -------- | ----- |
| T. max. media (°C)  | 16,1 | 17,8 | 21,6 | 25,4 | 28,7 | 31,7 | 33,3 | 33,3 | 30,7 | 26,9 | 21,8 | 17,6 | 17,2     | 25,2     | 32,8     | 26,5     | 25,4  |
| T. min. media (°C)  | 6,5  | 7,7  | 11,6 | 15,9 | 19,5 | 22,6 | 23,8 | 23,7 | 21,2 | 16,3 | 11,6 | 7,7  | 7,3      | 15,7     | 23,4     | 16,4     | 15,7  |
| Precipitazioni (mm) | 84   | 78   | 66   | 81   | 117  | 130  | 98   | 102  | 124  | 91   | 90   | 84   | 246      | 264      | 330      | 305      | 1 145 |

## Storia

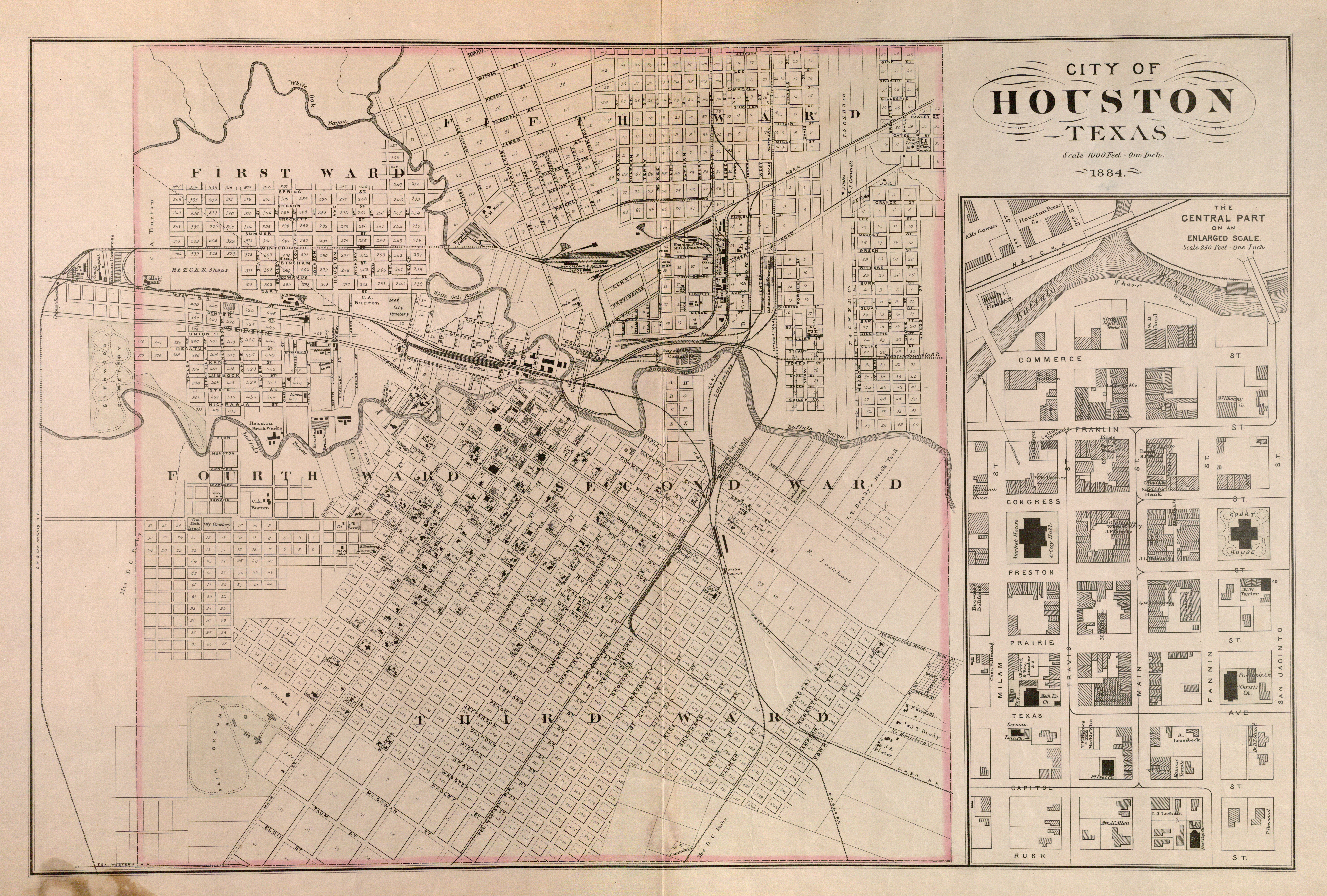
Mappa di Houston, 1884

Nell'agosto 1836 due imprenditori immobiliari newyorkesi, Augustus Chapman Allen e John Kirby Allen, acquistarono 6.642 acri (26,88 km²) di terra lungo la Buffalo Bayou con l'intenzione di fondare una città. Houston è la denominazione che i fratelli Allen decisero di dare alla città in onore di Sam Houston. Prima della guerra civile erano molti gli schiavi che vivevano nella città. Alcuni di loro lavoravano nelle piantagioni di zucchero e cotone, mentre la maggior parte ricoprivano ruoli domestici e artigianali. Houston è stata incorporata come città il 5 giugno 1837, con James S. Holman come primo sindaco. Nello stesso anno, Houston è diventata il capoluogo della contea di Harrisburg (ora contea di Harris) e la provvisoria capitale della Repubblica del Texas. Nel 1840 è stata istituita una camera di commercio, in parte per promuovere il trasporto acqueo del porto appena creato a Buffalo Bayou.
Nel 1860 Houston è diventata un importante centro commerciale e ferroviario per l'esportazione del cotone. Durante la guerra civile americana la città è stata utilizzata come quartier generale dal militare John Bankhead Magruder, che sfruttò Houston come punto di coordinazione per la battaglia di Galveston. Nel 1890 Houston divenne il principale centro ferroviario del Texas. Nel 1900, dopo che Galveston è stata colpita da un devastante uragano, sono stati accelerati gli sforzi per costruire a Houston un porto. L'anno successivo, la scoperta del petrolio nel giacimento di Spindletop ha spinto lo sviluppo dell'industria petrolifera texana. Nel 1902 il presidente Theodore Roosevelt ha approvato un progetto di miglioramento dello Houston Ship Channel da 1 milione di dollari. Nel 1910 la popolazione della città ha raggiunto le 78 800 unità, quasi doppiando la popolazione del decennio precedente. Gli afroamericani formavano una grande comunità, formata da 23 929 persone, ossia quasi un terzo dei residenti. Il presidente Woodrow Wilson ha inaugurato il porto di Houston nel 1914, sette anni dopo l'inizio degli scavi. Nel 1930 Houston era diventata la città più popolosa del Texas e la contea di Harris era la contea più popolosa. Nel 1940 l'Ufficio del censimento degli Stati Uniti d'America ha riferito che la popolazione di Houston era composta per il 77,5% da bianchi e per il 22,4% da neri.
Quando è scoppiata la seconda guerra mondiale le attività di spedizione attraverso il porto sono state sospese; tuttavia la guerra ha fornito anche dei benefici economici per la città: grazie alla crescente domanda di petrolio e di gomma sintetica, sono state costruite diverse raffinerie petrolchimiche e impianti di produzione. L'aeroporto Ellington Field, inizialmente costruito durante la prima guerra mondiale, è stato rivitalizzato come centro di formazione avanzata per bombardieri e navigatori. La Brown Shipbuilding Company (con sede a Houston) è stata fondata nel 1942 per la costruzione di navi per la United States Navy durante la seconda guerra mondiale. Grazie al boom dei posti di lavoro nella difesa militare, migliaia di lavoratori (sia bianchi che neri) migrarono in città, nella speranza di assicurarsi i ruoli più prestigiosi. Il presidente Roosevelt aveva istituito una politica anti-discriminatoria verso gli appaltatori della difesa, e i neri guadagnarono diverse opportunità, soprattutto nella costruzione navale. Le reazioni non furono però positive: i bianchi fecero più volte resistenza e le tensioni sociali aumentarono radicalmente, scaturendone più volte violenze fisiche. I vantaggi economici portati dall'inclusione dei neri nelle industrie della difesa militare continuarono anche negli anni del dopoguerra.
Nel 1945 la M.D. Anderson Foundation fondò il Texas Medical Center. Nel 1948 la città annetté diverse aree prive di personalità giuridica, raddoppiando le sue dimensioni originali. Nel 1950 la disponibilità di climatizzazione spinse molte aziende di trasferirsi a Houston, dove i salari erano inferiori rispetto al Nord; ciò determinò una espansione economica e un cambiamento radicale nell'economia della città, in direzione del settore energetico. L'aumento della produzione nel settore cantieristico durante la seconda guerra mondiale spinse la crescita di Houston anche in questo settore; un esempio potrebbe essere il Lyndon B. Johnson Space Center (noto inizialmente come Manned Spacecraft Center), istituito nel 1961 dalla NASA. Esso fu lo stimolo per lo sviluppo del settore aerospaziale della città. Il Reliant Astrodome, soprannominato l'"ottava meraviglia del mondo", è stato aperto nel 1965 come primo stadio sportivo coperto a forma di cupola del mondo.
Nel 1997 fu eletto come sindaco Lee P. Brown, il primo afroamericano a ricoprire tale ruolo.
Nel giugno del 2001 la tempesta tropicale Allison fece precipitare fino a un metro di pioggia su Houston, causando la peggiore alluvione della storia della città. La tempesta ha causato danni per miliardi di dollari e la morte di 20 persone nell'intero stato del Texas. Durante le inondazioni del 2015 e 2016, diverse parti della città sono state coperte da svariati pollici di acqua. Nel 2017 Houston ha ospitato il Super Bowl LI, la terza edizione del Super Bowl ad essere organizzato nella città, dopo quelle del 1974 e 2004.

## Monumenti e luoghi d'interesse
- Centerpoint Energy Plaza, grattacielo situato nel centro città.

## Società

### Evoluzione demografica
Secondo il censimento del 2020, c'erano 2 304 580 abitanti.
| Anno del censimento | Popolazione | Posizione |
| ------------------- | ----------- | --------- |
| 1850                | 2 396       | 118       |
| 1860                | 4 145       | 113       |
| 1870                | 9 382       | 102       |
| 1880                | 16 513      | 93        |
| 1890                | 27 557      | 81        |
| 1900                | 44 633      | 74        |
| 1910                | 78 800      | 68        |
| 1920                | 138 276     | 62        |
| 1930                | 252 352     | 43        |
| 1940                | 347 514     | 27        |
| 1950                | 596 163     | 20        |
| 1960                | 808 219     | 10        |
| 1970                | 1 232 802   | 4         |
| 1980                | 1 475 138   | 4         |
| 1990                | 1 630 553   | 4         |
| 2000                | 1 953 631   | 4         |
| 2010                | 2 099 451   | 4         |
| 2020                | 2 304 580   | 4         |

### Etnie e minoranze straniere
Secondo il censimento del 2010, la composizione etnica della città era formata dal 50,51% di bianchi, il 23,74% di afroamericani, lo 0,71% di nativi americani, il 6,02% di asiatici, lo 0,05% di oceaniani, il 15,69% di altre etnie, e il 3,26% di due o più etnie. Ispanici o latinos di qualunque etnia erano il 43,81% della popolazione.

### Religioni
Secondo uno studio del 2014 del Pew Research Center il 73% degli abitanti della città sono cristiani, il 50% protestanti e il 19% cattolici (a Houston si trova la concattedrale dell'arcidiocesi di Galveston-Houston), mentre il 20% si dichiara irreligioso. Lo stesso studio dice che le altre religioni (tra cui l'ebraismo, il buddismo, l'islam e l'induismo) sono professate dal 7% circa della popolazione.

## Cultura
Situata nel sud degli Stati Uniti, Houston è una città molto diversificata, con una grande e crescente comunità multiculturale. L'area metropolitana è abitata da 1,1 milioni di abitanti (corrispondenti al 21,4%) che sono nati fuori degli Stati Uniti; quasi i due terzi di essi provengono dal Messico. Inoltre, più di un residente straniero su cinque proviene dal continente asiatico. A Houston sono presenti uffici consolari in rappresentanza di 86 paesi differenti. Il più grande e longevo evento annuale nella città è il Houston Livestock Show and Rodeo, la maggiore mostra di bestiame e competizione di rodeo del mondo; si tiene tra febbraio e marzo.
Un'altra grande festa è il Houston Gay Pride Parade, che si tiene annualmente dal 1979 alla fine di giugno. 
Inoltre sono celebri il Houston Greek Festival, il Houston Art Car Parade, il Houston Auto Show, il Houston International Festival, e il Bayou City Art Festival, considerato uno dei primi cinque festival d'arte negli Stati Uniti.
A Houston sono presenti, fra le altre, la Our Lady of Guadalupe School con annessa parrocchia, e lo Strake Jesuit College Preparatory, due delle scuole cattoliche più antiche della città. Nella città sono presenti più di 300 scuole private.
È presente, nella Houston Museum District, la Logue House, sede della Rice University's Shepherd School of Music.

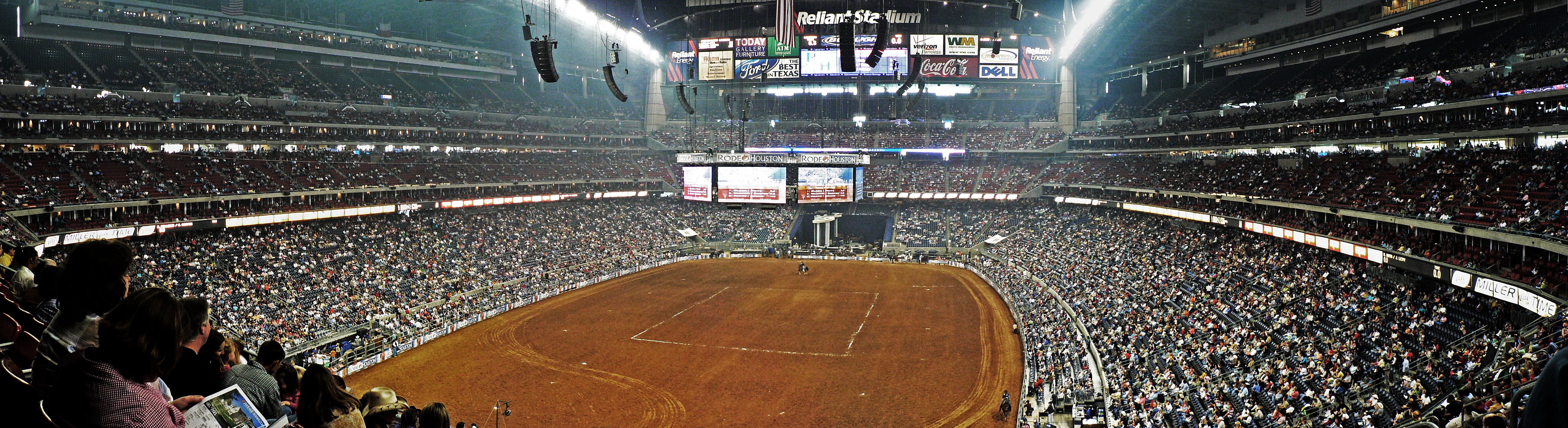
Interno del Reliant Stadium, dove si svolge la gara di rodeo.

## Economia
Houston è famosa nel mondo per la sua industria energetica (in particolare petrolifera e del gas naturale), e aeronautica, ma anche per la sua ricerca biomedica. In crescita anche le fonti eoliche e solari. La città è il primo mercato per le esportazioni degli Stati Uniti, superando nel 2013 (secondo i dati diffusi dall'U.S. Department of Commerce's International Trade Administration") New York. Nel 2012, l'area di Houston–The Woodlands–Sugar Land ha registrato 110,3 miliardi di dollari in esportazioni di merci. Le principali tre destinazioni sono Messico, Brasile, Canada.
Nel 2012 Houston è stata classificata al primo posto da Forbes per gli stipendi, mentre alla fine di maggio 2013 è stata identificata come la prima città negli Stati Uniti per la creazione di occupazione.
A Houston ha sede A.D. Vision, una celebre azienda del settore dell'intrattenimento.

## Infrastrutture e trasporti
Il principale gestore del trasporto pubblico locale è l'azienda Metropolitan Transit Authority of Harris County (METRO), che si occupa della gestione della rete automobilistica e dalla rete tranviaria METRORail, composta da tre linee per una lunghezza totale di 38,3 km con 37 stazioni.
La città è servita da due aeroporti: l'aeroporto intercontinentale di Houston-George Bush e l'aeroporto William P. Hobby. 
Houston possiede il maggior numero di ciclisti nello stato del Texas, con oltre 160 miglia di piste ciclabili. Attualmente è in fase di completamento un progetto di espansione delle piste ciclabili.

## Amministrazione

### Gemellaggi
- Abu Dhabi, dal 2001
- Baku, dal 1976
- Bassora, dal 2015
- Chiba, dal 1973
- Aberdeen, dal 1979
- Guayaquil, dal 1987
- Huelva, dal 1969
- Istanbul, dal 1986
- Karachi, dal 2009
- Lipsia, dal 1993
- Luanda, dal 2003
- Nizza, dal 1973
- Perth, dal 1983
- Shenzhen, dal 1986
- Stavanger, dal 1980
- Taipei, dal 1963
- Tampico, dal 2003
- Tjumen', dal 1995
- Wuhan, dal 2016

## Sport
Houston ha rappresentative in tutte le principali leghe professionistiche statunitensi, tranne la National Hockey League, anche se ci sono progetti per portare una franchigia della NHL in città.
- Gli Houston Texans (NFL - football americano) giocano al NRG Stadium
- Gli Houston Rockets (NBA - basket) giocano al Toyota Center
- Gli Houston Astros (MLB - baseball) giocano al Minute Maid Park
- Gli Houston Dynamo (MLS - calcio) giocano al Shell Energy Stadium
- Gli Houston Dash (NWSL - calcio femminile) giocano al Shell Energy Stadium
- Gli Houston SaberCats (MLR - rugby) giocano all'SaberCats Stadium.

Il Rice Stadium, presso l'Università Rice, fu sede dell'VIII Super Bowl, mentre il XXXVIII e LI sono stati disputati al NRG Stadium nel febbraio 2004 e 2017.